# Desmatochelys
Genre
Espèces de rang inférieur
- † Desmatochelys lowi Williston[1], 1894, espèce type
- † Desmatochelys padillai Edwin A. Cadena et James F. Parham [2], 2015

Desmatochelys est un genre éteint de grandes tortues marines qui appartenait à la famille également éteinte des Desmatochelyidae jusqu'en 2015, date à laquelle il a été rattaché à celle des Protostegidae.

## Datation

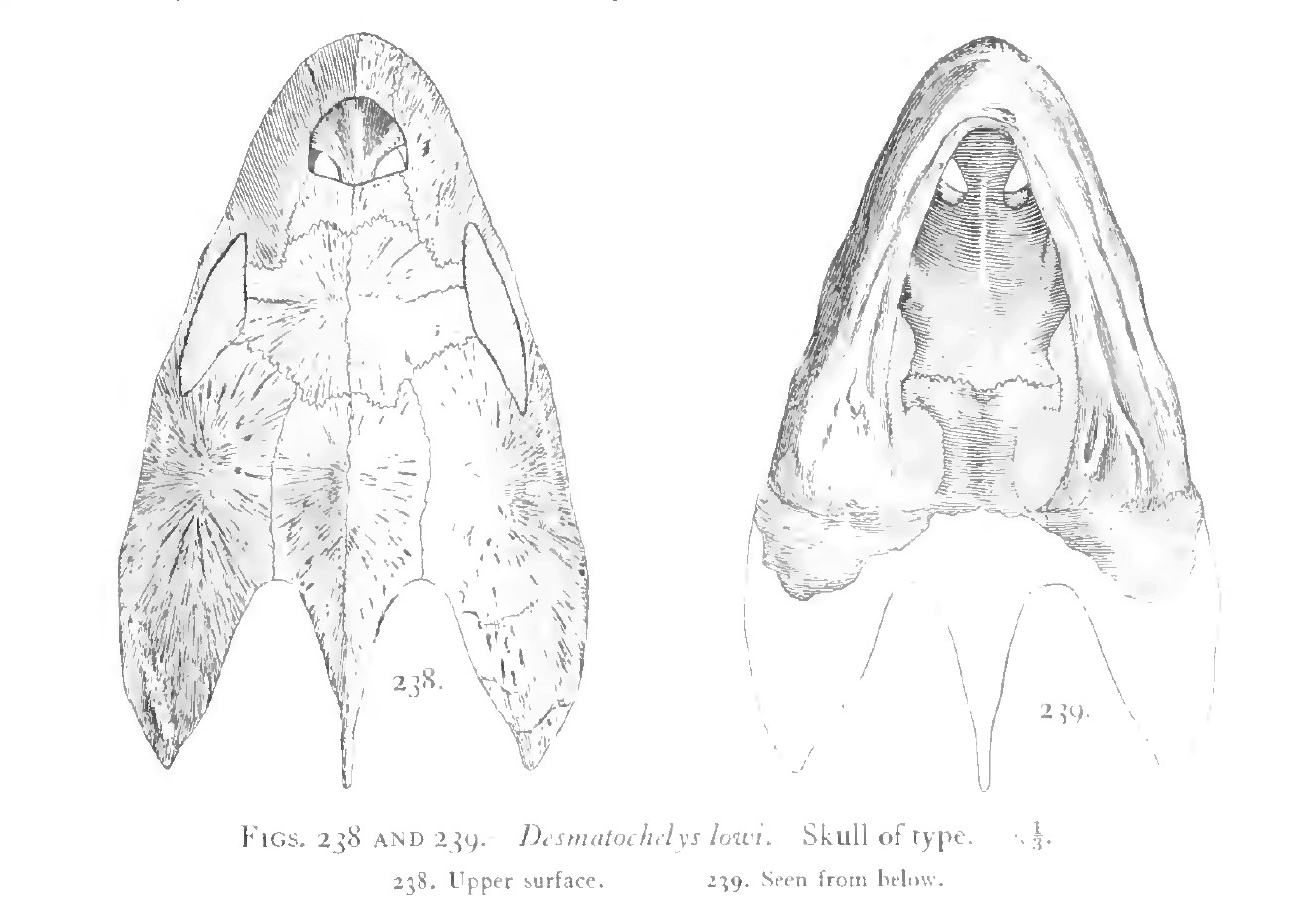
Dessin du crâne de l'holotype Desmatochelys lowi par O. P. Hay.

Ce genre n'était auparavant connu que dans le Crétacé supérieur du Canada (Colombie-Britannique) et du centre des États-Unis.
En 2015, Edwin A. Cadena et James F. Parham décrivent une nouvelle espèce découverte dans la formation géologique de Paja (en) près de Villa de Leyva en Colombie : Desmatochelys padillai. Les fossiles, dont un très complet, proviennent de sédiments datés du Crétacé inférieur, du Barrémien supérieur à l'Aptien inférieur, soit il y a environ entre 128 et 120 Ma (millions d'années), soit plus de 25 Ma plus vieux que le plus ancien Chelonioidea connu précédemment.
Desmatochelys padillai serait ainsi la plus ancienne tortue totalement marine connue, elle supplanterait ainsi Santanachelys gaffneyi, décrite en 1998 dans l'Albien du Brésil.

## Description
Les fossiles, découverts principalement en 2007, sont constitués d'un squelette presque complet et de quatre crânes plus ou moins entiers,.
L'animal mesure 2 mètres de long et montre déjà toutes les principales caractéristiques des tortues marines actuelles.

### Œufs
Un fossile de Desmatochelys padillai daté de 120 millions d'années environ, trouvé au centre de la Colombie et étudié par tomographie et microscopie, montre que cette espèce (la plus ancienne des tortues marines connues par les fossiles) − à la différence des tortues marines modernes − pondait des œufs presque ronds, de 32 à 43 millimètres de diamètre, et à coquille dure (alors que les coquilles de toutes les tortues d’aujourd’hui sont souples et flexibles). Peut-être une coquille rigide offrait-elle une meilleure protection contre les oiseaux, crabes et autres prédateurs de l’époque.

## Classification
D. padillai est considérée comme le taxon frère de l'holotype D. lowi au sein des Protostegidae, cette dernière famille étant en groupe frère avec le clade des Pan-Dermochelys, au sein de la super-famille des Chelonioidea.